# Iuli Melgunov
Iuli Nikolàievitx Melgunov, rus: Ю́лий Никола́евич Мельгуно́в (Vetluga, 11 de setembre de 1846 - Moscou, 30 de març de 1893) fou un pianista i compositor rus.
Assistí els principals conservatoris russos, i estudià la teoria rítmica amb Rudolf Westphal.
Se li deuen una col·lecció de fugues i preludis de Bach amb indicació del ritme, dues col·leccions de cants populars russos (1879 - 1885) i 12 cors. A més, deixà, una sèrie d'estudis rítmics inèdits.